# 洛林公爵康拉德
红色康拉德（德語：Konrad der Rote，約922年—955年8月10日），洛林公爵，萨利安王朝的始祖。

## 生平
康拉德為法兰克尼亞公国內的伯爵维尔纳五世之子，其伯爵领包括上莱茵的纳黑高、施派尔和沃尔姆斯等地。其母希莎（Hicha）推测為亨弗里丁家族的士瓦本公爵布尔夏德二世和其妻苏黎世的雷格琳达之女。其父维尔纳五世于大约935年去世，是最早有史料记载的萨利安家族成員，其具体世系不明，可能出自法兰克的维多尼德家族。维尔纳五世的父亲维尔纳四世（？）娶东法兰克国王康拉德一世的姐妹为妻。
941年，康拉德继承了父亲在莱茵地区的伯爵领地，并另外获得了莱茵河右岸韦特河流域的领地。康拉德常住沃尔姆斯，与美因茨大主教弗里德里克争夺莱茵法兰克尼亞地区的宗主权。萨利安家族的伯爵们一直在法蘭克尼亞地区开疆拓土，而其康拉丁家族的亲戚们则随着康拉德一世在918年去世，把王座拱手让给了奥托家族。康拉德一世的弟弟埃贝哈德继承了哥哥法兰克尼亞公爵的爵位，也一度代理洛林公爵，然而之后他参加了洛林公爵吉塞尔伯特反对奥托一世的叛乱，并于939年在安德纳赫之战中战死。
洛林公國随后被封予东法兰克国王奥托一世的弟弟海因里希一世，而康拉德一直忠实地支持着奥托一世，在埃贝哈德死后代理法兰克尼亞公国的政务，一部分也是希望能够获得公爵的头衔。在奥托一世和西法兰克国王路易四世媾和，令后者放弃对洛林公國的追索中，康拉德也出了力。此外，康拉德还揭发亨利一世刺杀奥托一世的陰谋。作为回报，944年康拉德受封洛林公国。尽管受到当地贵族的抵制，他依然凭借奥托一世的支持得以立足。大约三年之后，康拉德与奥托一世的女儿柳特加德结婚，柳特加德的母亲是奥托的第一任妻子英格蘭的伊迪絲（盎格魯-薩克遜人的国王愛德華之女）。康拉德和柳特加德的儿子奥托一世於948年出生，后来成为了克恩頓公爵。
康拉德的才能在951年大放异彩，其参加奥托一世的第一次意大利远征并列席与意大利国王贝伦加尔二世的谈判，令后者最终派代表参加了952年在奥格斯堡召开的帝国议会并屈服于东法兰克国王。然而会上奥托一世出尔反尔，把新攫取的维罗纳边境领封给了自己的弟弟海因里希一世，而没有如约封给康拉德。康拉德因此於第二年与妻舅士瓦本公爵鲁道夫联手发动叛乱。根据编年史作者科維的維杜金德的记载，奥托一世“痛斥康拉德的忘恩负义”。叛乱波及的范围很广，然而由于馬札爾人趁火打劫，最终在馬札爾人和奥托一世的夹击下失败。鲁道夫和康拉德在弗里茨拉爾召开的帝國议会中被褫夺了公爵头衔，洛林公國被转封给奧托一世的弟弟科隆大主教布鲁诺，而康拉德立即被洛林当地的贵族驱逐。后康拉德和奥托一世在朗根岑议和，前者再次表示臣服，保存了自己的封地，但未能重获爵位。954年，康拉德参加了边境伯爵蓋羅在烏克馬克对当地斯拉夫部落的征讨。

在955年的第二次莱希菲尔德之战中，康拉德率领法兰克尼亞团协助奥托一世抵御馬札爾人的入侵，战死沙场。科维的维杜金德如是记载：

"Duke Conrad, the foremost of all in combat, suffering from battle fatigue caused by an unusually hot sun, loosened the straps of his armor to catch his breath when an arrow pierced his throat and killed him instantly."
康拉德公爵一马当先，由于天气酷热加之征战疲惫，解开了他的锁子甲透气，结果被一箭射中咽喉，当场毙命。

其遗体被儿子奥托一世带回沃尔姆斯，厚葬于沃尔姆斯主教座堂。康拉德的曾孙后来继承神圣罗马帝國，是为康拉德二世。